# Édouard Cibot
François-Édouard Cibot (Paris 1799 - Paris 1877) foi um pintor francês.

## Biografia
Estudou pintura com mestres como Guérin, iniciando a sua carreira no salão de 1827, expondo regularmente no salão até 1838. Rapidamente se especializa na pintura histórica, e recebe vários pedidos para o Château de Versailles.
É assim que se torna ilustre na pintura histórica, representando a veia troubadour dos pintores românticos. Inspirando-se dos romances de Sir Walter Scott ou da História medieval inglesa, cria obras como Ana Bolena na Torre de Londres (1835, Autun, Museu Rolin) e Funérailles de Godefroy de Bouillon.
Em 1838-1839 faz uma viagem à Itália que revolucionaria a sua arte: descobrindo os primitivos italianos e os pintores do Renascimento, de regresso a Paris lança-se na realização de obras religiosas, austeras e pálidas que lembram as pinturas de Ary Scheffer.
O seu talento exprime-se também na realização de paisagens bucólicas de grande frescura, onde alia a precisão dos coloridos a uma evocação dos jogos de sombras e de luzes. Devemos-lhe assim, a Vue prise à Bellevue (1852, Paris, Museu do Louvre) e L'Idylle, sem dúvida uma das melhores telas do pintor.